# Georges Martin
Marie Georges Hippolyte Martin (París, 9 de mayo de 1844 - ibid., 1 de octubre de 1916), más conocido como Georges Martin, fue médico, político y francmasón francés.
Muy comprometido con la promoción de los valores republicanos y laicos, fue uno de los principales actores del progreso social de finales del siglo XIX en Francia, como la emancipación de la mujer, la asistencia a los niños y la reapertura de las oficinas de caridad de París. 

## Biografía
George Martin, nacido en el año 1844 en la 101 de la calle Mouffetard, en la ciudad francesa de París, fue un médico, político, concejal municipal de París (1874–1892), Consejero general en Lamotte-Beuvron (1897–1916), senador de la República por el departamento de Sena (1885–1890) y fundador de la Orden Masónica Mixta Internacional Le Droit Humain - El Derecho Humano. En 1889 se casa con Irma Marie Eugénie Laîné, conocida después como Marie Georges Martin.

Hijo de Marie Hippolyte Joseph Martin y Anne Françoise Caroline Faffe. Obtuvo su título de bachillerato en 1861 y luego de un bachillerato científico en 1863, comenzó a estudiar medicina en la Facultad de Medicina de París. Los interrumpió tres años después para incorporarse a las tropas de Giuseppe Garibaldi. Georges Martin reanudaría sus estudios en Montpellier, que completará con éxito en 1870, obteniendo el título de doctor en Medicina.

## Masonería
Fue iniciado el 21 de marzo de 1879 en la Union et Bienfaisance en aquel tiempo dependiente del Supremo Consejo del Rito escocés de Francia . Fue uno de los fundadores de "La Gran Logia Simbólica de Escocia en Francia". A partir de 1890, trabajó sin éxito para la iniciación de las mujeres dentro de las jurisdicciones masculinas. Él ayudó en la iniciación de Maria Deraismes el 14 de enero de 1882 en la Logia los Librepensadores de Le Pecq, y con ella fundó la primera logia mixta en 1893, la Gran Logia Escocesa Simbólica "Le Droit Humain". Esta logia se convirtió en la base para la creación de la Logia Le Droit Humain, para cuyo desarrollo nacional e internacional, se dedicó desde 1883 hasta 1916. En 1901, creó el Consejo Supremo "Le Droit Humain", autoridad bajo la cual se crearon las federaciones autónomas y jurisdicciones presentes en la actualidad en más de 56 países y que conforman la Orden Masónica Mixta Internacional Le Droit Humain - El Derecho Humano.